# Choc asymétrique
Un choc asymétrique est une perturbation aléatoire de l'offre ou la demande qui affecte spécifiquement une branche d'activité, une région, un pays selon sa spécialisation. Il s'agit de concept majeur en sciences économiques.

## Concept
Un choc asymétrique ne touche qu'une composante du système économique. Si l'échelle d'observation retenue est l'économie internationale, alors le choc sera asymétrique car il touchera fortement un pays et un autre peu. Au niveau de l'économie domestique, le choc asymétrique peut affecter un secteur d'activité et pas un autre.
Un choc asymétrique peut être conjoncturel, du fait d'un choc exogène ou endogène au sein du cycle économique ou en-dehors ; il peut aussi être structurel.
Les chocs asymétriques posent un problème dans une union monétaire puisque deux pays de cet ensemble peuvent être affectés de manière divergente par ce type de choc alors qu'ils ont renoncé à utiliser le taux de change comme instrument d'ajustement. En effet, la banque centrale de la zone ne peut jouer sur les taux d'intérêt d'un seul pays ; comme elle affecterait même les pays qui n'ont pas été touchés par le choc, elle s'abstient d'agir, laissant empirer la situation du pays touché. Il est dès lors nécessaire pour une zone monétaire d'avoir procédé à une convergence économique en amont de la crise. 
En présence d'un tel choc, une zone monétaire optimale réalloue spontanément le facteur capital et le facteur travail au sein de la zone.